# Gene Harris
Gene Harris (Benton Harbor, 1º settembre 1933 – Boise, 16 gennaio 2000) è stato un pianista statunitense noto per il suo sound caldo e blues e per il suo stile infuso di gospel, che è conosciuto come soul jazz.

## Biografia
Dal 1956 al 1970 suonò nel The three sounds trio con il bassista Andy Simpkins e il batterista Bill Dowdy. In questo periodo il trio incise regolarmente per la Blue Note Records e la Verve.
Nella fine degli anni settanta si stabilì a Boise, esibendosi con regolarità al Idanha Hotel. Riprese i tour all'inizio degli anni ottanta; suonò quindi con il Ray Brown trio e in seguito si esibì con gruppi propri, incidendo principalmente per Concord Records.

## Discografia
- Introducing the 3 Sounds (with The Three Sounds) (1958, Blue Note)
- LD + 3 (Lou Donaldson with The Three Sounds) (1959, Blue Note)
- Standards (with The Three Sounds) (1959, Blue Note)
- Bottoms Up! (with The Three Sound]) (1959, Blue Note)
- Good Deal (with The Three Sounds) (1959, Blue Note)
- Blue Hour (The Three Sounds with Stanley Turrentine) (1960, Blue Note)
- Moods  (with The Three Sounds) (1960, Blue Note)
- Feelin' Good (with The Three Sounds) (1960, Blue Note)
- Here We Come (with The Three Sounds) (1960, Blue Note)
- It Just Got to Be (with The Three Sounds) (1960, Blue Note)
- Hey There (with The Three Sounds) (1961, Blue Note)
- Babe's Blues (with The Three Sounds) (1962, Blue Note)
- Out of This World (with The Three Sounds) (1962, Blue Note)
- Black Orchid (with The Three Sounds) (1962, Blue Note)
- Blue Genes (with The Three Sounds) (1962, Verve)
- Jazz on Broadway (with The Three Sounds) (1962, Mercury)
- Some Like It Modern (with The Three Sounds) (1963, Mercury)
- Live at The Living Room (with The Three Sounds) (1964, Mercury)
- Three Moods (with The Three Sounds) (1964, Limelight)
- Beautiful Friendship (with The Three Sounds) (1965, Limelight)
- Today's Sounds (with The Three Sounds) (1966, Limelight)
- Vibrations (with The Three Sounds) (1966, Blue Note)
- Live at The Lighthouse (with The Three Sounds) (1967, Blue Note)
- Coldwater Flat (with The Three Sounds) (1968, Blue Note)
- Elegant Soul (with The Three Sounds) (1968, Blue Note)
- Soul Symphony (with The Three Sounds) (1969, Blue Note)
- Live at The "It Club" (with The Three Sounds) (1970, Blue Note)
- Live at The "It Club" (with The Three Sounds) (1970, Blue Note)
- Gene Harris/Three Sounds (1971, Blue Note)
- Gene Harris of The Three Sounds (1972, Blue Note)
- Yesterday, Today & Tomorrow (1973, Blue Note)
- Astral Signal (1974, Blue Note)
- In A Special Way (1976, Blue Note)
- Nexus (1976, Blue Note)
- Tone Tantrum (1977, Blue Note)
- Nature's Way (1980, JAM)
- Live at Otter Crest (1981, Concord)
- Hot Lips (1982, JAM)
- The Gene Harris Trio Plus One (1985, Concord)
- Tribute to Count Basie (with the Gene Harris All-Star Big Band) (1987, Concord)
- Listen Here! (1989, Concord)
- Live at Town Hall, N.Y.C. (with The Philip Morris Superband) (1989, Concord)
- At Last (Gene Harris/Scott Hamilton Quintet) (1990, Concord)
- World Tour 1990 (with the Philip Morris Superband) (1990, Concord)
- Black and Blue (1991, Concord)
- Like A Lover (1992, Concord)
- Gene Harris Live at Maybeck Recital Hall, Vol. 23 (1992, Concord)
- Brotherhood (1992, Concord)
- A Little Piece of Heaven at Ste. Chapelle Winery (1993, Concord)
- Funky Gene's (1994, Concord)
- Its the Real Soul (with Frank Wess (1995, Concord)
- Live (Gene Harris & The Philip Morris All-Stars (1995, Concord)
- In His Hands (1996, Concord)
- Down Home Blues (with Jack McDuff) (1996, Concord)
- Alley Cats (1998, Concord)